# Pietà (Tizian)
Pietà är en av den italienske renässanskonstnären Tizians sista målningar. Den var ofullbordad vid hans död 1576 och ingår sedan 1814 i Gallerie dell'Accademias samlingar i Venedig. 
Pietà är ett vanligt motiv i kristen konst och avbildar den sörjande Jungfru Maria med den döde Kristus i knät. Tizians avsikt var att tavlan skulle hänga vid hans grav i franciskankyrkan Santa Maria Gloriosa dei Frari. Han hade tidigare målat flera altartavlor i kyrkan, bland annat Jungfru Marie himmelsfärd. När munkarna inte hängde upp tavlan där Tizian tänkt sig blev han vred, tog tillbaka den till sin ateljé för att omarbeta den och bestämde sig för att istället bli begravd i sin födelseby Pieve di Cadore. Han hann dock inte ordna med detta innan han och sonen Orazio dog i pesten 1576. Tizian begravdes därför i Santa Maria Gloriosa dei Frari i enlighet med den ursprungliga tanken; målningen däremot blev kvar i ateljén där hans elev Palma il Giovane fullbordade den vilket framgår av skriften under Kristi fötter. Efter Palmas död hamnade målningen i kyrkan San Michele Arcangelo i Venedig. När kyrkan övergavs 1810, förvärvade Gallerie dell'Accademia tavlan.    
Målningen är typisk för den äldre Tizian där han alltmer övergivit renässansens skulpturala formspråk. De gestalter som här tonar fram ur halvmörkret består helt och hållet av ljus och färg. Trots den tjocka impaston har de skimrade ytorna förlorat varje spår av fasthet och tycks genomskinliga, glödande inifrån. Bilden utstrålar en stämning av andlighet och förlorad jordisk lycka. Maria från Magdala vänder sig i ett rop av okontrollerbar sorg, Jungfru Maria framstår som frusen i betraktande av sin döde son och den helige Hieronymus lutar sig fram för att fånga Kristi sista andetag. På ömse sidor om gruppen står två statyer, den ena föreställande Mose och den andra en sibylla.